# Sen Benimsin
Sen Benimsin, conocida en México como Nido de víboras, es una serie de televisión turca de 2015, producida por Pastel Film y emitida por Fox Turquía.
Es bueno aclarar que la serie termina en el capítulo 13, en algunas transmisiones en el capítulo 17, y no tiene un final, muchas de las historias de varios personajes quedan sin sentido y sin saber que pasa con el desenlace de la serie, muy buena historia pero inconclusa. 

## Trama
Ejder es el hijo menor de la adinerada familia Yenilmez. Después de terminar el colegio y el servicio militar, regresa a su casa en la ciudad de Bursa, pero su primer día de regreso toma un giro inesperado cuando por accidente conoce a la pianista Nağme. Estos dos jóvenes tenían sus vidas planeadas por sus respectivas familias, pero se enamoran y deciden vivir ese amor. La familia de Ejder hará todo lo posible para separarlos, y el amor se impondrá a esto por un tiempo, sin embargo, nuevas revelaciones colocarán a prueba la relación.

## Reparto
- Rüveyda Öksüz como Nağme.
- Gökhan Kesercomo Ejder Yenilmez.
- Güven Hokna como Bereket Yenilmez.
- Burak Sergen como Şimal Toprak.
- Dila Danışman como Elvan Zorlu.
- Seda Akman como Şefika Toprak.
- Ruhi Sarı como Ahlas Toprak.
- Esra Kızıldoğan como Besime Toprak.
- Özgül Kavruk como Cemile Yenilmez.
- Buket Dereoğlu como Nevin Deniz.
- Serkan Şenalp como Beşir.
- Emine Umar como Dürdane.
- Birsen Dürülü como Şükran.
- Gizem Denizci como Güzel.
- Bekir Çiçekdemir como Tayyar.
- Burcu Tuna como Ayşe.
- Beste Yelken como Hatice.
- Ali Tutal como Ali.
- Musa Çiçek como Feyyaz.
- Arzu Budak
- Ceren Kaplakarslan como Şebnem Soylu.
- Gurur Aydoğan como Hakan.
- Aybars Kartal Özson como Tahir Toprak.
- Umay Anadolu Kaboğlu como Defne Toprak.
- Ebrar Ayla Demirbilek como Lale.
- Cemrehan Karakaş
- Mesut Özkeçeci
- Cem Özer como Kudret Soylu.
- Barış Çakmak como Burak.